# Кастор (Альберта)
Кастор (англ. Castor) — містечко в Канаді, у провінції Альберта, у складі муніципального району Пейнтерс 18.

## Населення
За даними перепису 2016 року, містечко нараховувало 929 осіб, показавши скорочення на 0,3%, порівняно з 2011-м роком. Середня густина населення становила 352,6 осіб/км².
З офіційних мов обидвома одночасно володіли 25 жителів, тільки англійською — 880, тільки французькою — 5. Усього 50 осіб вважали рідною мовою не одну з офіційних.
Працездатне населення становило 435 осіб (60% усього населення), рівень безробіття — 8% (10,6% серед чоловіків та 4,9% серед жінок). 87,4% осіб були найманими працівниками, а 12,6% — самозайнятими.
Середній дохід на особу становив $41 377 (медіана $34 080), при цьому для чоловіків — $52 519, а для жінок $30 317 (медіани — $45 440 та $27 328 відповідно).
33,1% мешканців мали закінчену шкільну освіту, не мали закінченої шкільної освіти — 18,6%, 48,3% мали післяшкільну освіту, з яких 20% мали диплом бакалавра, або вищий.
| Статево-вікова структура населення | Статево-вікова структура населення | Статево-вікова структура населення | Статево-вікова структура населення | Статево-вікова структура населення |
| ---------------------------------- | ---------------------------------- | ---------------------------------- | ---------------------------------- | ---------------------------------- |
|                                    |                                    |                                    |                                    |                                    |
| Всього                             | Всього                             | 47,1%52,9%                         |                                    |                                    |
| 0 — 14 років                       | 0 — 14 років                       |                                    | 13%                                | 13%                                |
| 15 — 64 років                      | 15 — 64 років                      |                                    | 53%                                | 53%                                |
| 65 і більше                        | 65 і більше                        |                                    | 34,1%                              | 34,1%                              |
| 85 і більше                        | 85 і більше                        |                                    | 7%                                 | 7%                                 |
| Середній вік (років)               | Середній вік (років)               | 47,152,1                           | 49,8                               | 49,8                               |
| Медіана (років)                    | Медіана (років)                    | 50,257,1                           | 54,3                               | 54,3                               |
| — чоловіки — жінки                 |                                    |                                    |                                    |                                    |

| Походження мешканців:     | Походження мешканців:     | Походження мешканців: | Походження мешканців: | Походження мешканців: |
| ------------------------- | ------------------------- | --------------------- | --------------------- | --------------------- |
| Походження                |                           |                       | осіб                  | %                     |
| Корінні американці        | Корінні американці        |                       | 55                    | 5.92%                 |
| Інше північноамериканське | Інше північноамериканське |                       | 205                   | 22.07%                |
| Європейське               | Європейське               |                       | 730                   | 78.58%                |
| британське                | британське                |                       | 445                   | 47.9%                 |
| французьке                | французьке                |                       | 90                    | 9.69%                 |
| українське                | українське                |                       | 90                    | 9.69%                 |
| Азійське                  | Азійське                  |                       | 10                    | 1.08%                 |
| Океанійське               | Океанійське               |                       | 10                    | 1.08%                 |

| Зайнятість населення за галузями (за класифікацією NOC): | Зайнятість населення за галузями (за класифікацією NOC): | Зайнятість населення за галузями (за класифікацією NOC): | Зайнятість населення за галузями (за класифікацією NOC): | Зайнятість населення за галузями (за класифікацією NOC): |
| -------------------------------------------------------- | -------------------------------------------------------- | -------------------------------------------------------- | -------------------------------------------------------- | -------------------------------------------------------- |
|                                                          |                                                          |                                                          |                                                          |                                                          |
| Управління                                               | Управління                                               |                                                          | 8%                                                       | 8%                                                       |
| Бізнес, фінанси та адміністрування                       | Бізнес, фінанси та адміністрування                       |                                                          | 9,2%                                                     | 9,2%                                                     |
| Природничі та прикладні науки                            | Природничі та прикладні науки                            |                                                          | 4,6%                                                     | 4,6%                                                     |
| Охорона здоров'я                                         | Охорона здоров'я                                         |                                                          | 9,2%                                                     | 9,2%                                                     |
| Освіта, правозахист, муніципальні та урядові служби      | Освіта, правозахист, муніципальні та урядові служби      |                                                          | 10,3%                                                    | 10,3%                                                    |
| Мистецтво, культура, відпочинок та спорт                 | Мистецтво, культура, відпочинок та спорт                 |                                                          | 2,3%                                                     | 2,3%                                                     |
| Роздрібна торгівля та послуги                            | Роздрібна торгівля та послуги                            |                                                          | 18,4%                                                    | 18,4%                                                    |
| Гуртова торгівля, транспорт та обладнання                | Гуртова торгівля, транспорт та обладнання                |                                                          | 25,3%                                                    | 25,3%                                                    |
| Природні ресурси, сільське господарство                  | Природні ресурси, сільське господарство                  |                                                          | 5,7%                                                     | 5,7%                                                     |
| Виробництво                                              | Виробництво                                              |                                                          | 4,6%                                                     | 4,6%                                                     |

## Клімат
Середня річна температура становить 2,8°C, середня максимальна – 21,6°C, а середня мінімальна – -19,7°C. Середня річна кількість опадів – 424 мм.
| Клімат поселення                              | Клімат поселення | Клімат поселення | Клімат поселення | Клімат поселення | Клімат поселення | Клімат поселення | Клімат поселення | Клімат поселення | Клімат поселення | Клімат поселення | Клімат поселення | Клімат поселення | Клімат поселення |
| Показник                                      | Січ.             | Лют.             | Бер.             | Квіт.            | Трав.            | Черв.            | Лип.             | Серп.            | Вер.             | Жовт.            | Лист.            | Груд.            |                  |
| Середній максимум, °C                         | −6,61            | −3,23            | 1,77             | 10,45            | 16,63            | 20,87            | 21,62            | 20,92            | 15,47            | 9,49             | −0,25            | −5,75            |                  |
| Середня температура, °C                       | −13,15           | −9,77            | −4,79            | 3,89             | 10,10            | 14,32            | 16,78            | 16,08            | 10,62            | 4,65             | −5,1             | −10,58           |                  |
| Середній мінімум, °C                          | −19,7            | −16,31           | −11,32           | −2,66            | 3,53             | 7,80             | 11,94            | 11,24            | 5,80             | −0,18            | −9,93            | −15,43           |                  |
| Норма опадів, мм                              | 21               | 14               | 21               | 23               | 43               | 74               | 77               | 55               | 43               | 18               | 16               | 19               |                  |
| Середньомісячна швидкість вітру, м/с          | 4.10             | 3.90             | 4.09             | 4.29             | 4.28             | 3.90             | 3.57             | 3.40             | 3.70             | 4.00             | 4.20             | 4.20             |                  |
| Середньомісячна сонячна радіація, кДж/м²·день | 3977             | 7495             | 12512            | 17538            | 20801            | 22227            | 22665            | 19132            | 13211            | 8041             | 4153             | 2943             |                  |
| --------------------------------------------- | ---------------- | ---------------- | ---------------- | ---------------- | ---------------- | ---------------- | ---------------- | ---------------- | ---------------- | ---------------- | ---------------- | ---------------- | ---------------- |
| Джерело:                                      |                  |                  |                  |                  |                  |                  |                  |                  |                  |                  |                  |                  |                  |